# Bartolomeo Cesi (cardinale)
Bartolomeo Cesi (Roma, 1566 – Tivoli, 18 ottobre 1621) è stato un cardinale e arcivescovo cattolico italiano.

## Biografia
Era il figlio di Angelo Cesi e di Beatrice Caetani dei duchi di Sermoneta.
Della famiglia dei duchi di Acquasparta, pronipote dei cardinali Paolo Emilio Cesi e Federico Cesi. Si laureò in utroque iure all'Università di Perugia. Iniziò la carriera ecclesiastica come refendario del tribunale della Segnatura Apostolica. Nel 1586 fu nominato prelato domestico di Sua Santità e pronotario apostolico participantium. Il 1º luglio 1589 divenne chierico della Camera Apostolica e il 28 dicembre dello stesso anno suo tesoriere generale. L'8 gennaio 1590 fu nominato anche governatore di Civitavecchia.
Nel concistoro del 5 giugno 1596 papa Clemente VIII lo creò cardinale. Il 21 dello stesso mese ricevette la diaconia di Santa Maria in Portico Octaviae. Nello stesso anno vendette ad Ermete Cavalletti la sua tenuta di Grottaferrata, sulla quale sorgerà la villa Cavalletti. Dal 1597 al 1605 fu governatore di Tivoli.
Partecipò a entrambi i conclavi del 1605, che elessero Leone XI e Paolo V. Nello stesso anno fu governatore di Benevento.
Il 10 marzo 1608 fu eletto arcivescovo di Conza. Il 5 dicembre 1611 optò per l'ordine dei cardinali presbiteri e per il titolo di San Pietro in Vincoli. Il 7 gennaio 1613 optò per il titolo di Santa Prassede.
Nel 1614 rinunciò alla cattedra di Conza. Il 31 agosto 1620 optò per il titolo di Santa Maria in Trastevere, che tenne fino al 29 marzo 1621 quando lo permutò con il titolo di San Lorenzo in Lucina. Fu cardinale protopresbitero.
Partecipò al conclave del 1621, che elesse Gregorio XV. Il 5 maggio 1621 fu eletto vescovo di Tivoli, città dove morì il 18 ottobre. Fu sepolto nella basilica di Santa Maria Maggiore a Roma.

## Genealogia episcopale
La genealogia episcopale è:
- Cardinale Bonifazio Caetani
- Cardinale Bartolomeo Cesi

## Ascendenza
|                                             |                                        |                                                  | Genitori                                       |  |  | Nonni |  |  | Bisnonni                   |  |  | Trisnonni   |  |
|                                             |                                        |                                                  |                                                |  |  |       |  |  | Agnolo Cesi, nobile romano |  |  | Pietro Cesi |  |
|                                             |                                        |                                                  |                                                |  |  |       |  |  | Agnolo Cesi, nobile romano |  |  | Pietro Cesi |  |
|                                             |                                        | Brigida dell'Arca                                |                                                |  |  |       |  |  | Agnolo Cesi, nobile romano |  |  |             |  |
| Giangiacomo Cesi, signore di Acquasparta    |                                        |                                                  |                                                |  |  |       |  |  | Agnolo Cesi, nobile romano |  |  |             |  |
|                                             |                                        | Franceschina Cardoli                             | Lancellotto Cardoli, nobile di Narni           |  |  |       |  |  |                            |  |  |             |  |
|                                             |                                        | Franceschina Cardoli                             | Lancellotto Cardoli, nobile di Narni           |  |  |       |  |  |                            |  |  |             |  |
|                                             |                                        | Franceschina Cardoli                             | Antonia Gattamelata                            |  |  |       |  |  |                            |  |  |             |  |
| Angelo Cesi, signore di Monticelli          |                                        | Franceschina Cardoli                             |                                                |  |  |       |  |  |                            |  |  |             |  |
|                                             |                                        | Bartolomeo "Liviano", conte d'Alviano            | Francesco II, signore d'Alviano                |  |  |       |  |  |                            |  |  |             |  |
|                                             |                                        | Bartolomeo "Liviano", conte d'Alviano            | Francesco II, signore d'Alviano                |  |  |       |  |  |                            |  |  |             |  |
|                                             |                                        | Bartolomeo "Liviano", conte d'Alviano            | Isabella degli Atti                            |  |  |       |  |  |                            |  |  |             |  |
| Isabella Liviana d'Alviano, patrizia veneta |                                        | Bartolomeo "Liviano", conte d'Alviano            |                                                |  |  |       |  |  |                            |  |  |             |  |
|                                             |                                        | Pantasilea Baglioni                              | Rodolfo I Baglioni                             |  |  |       |  |  |                            |  |  |             |  |
|                                             |                                        | Pantasilea Baglioni                              | Rodolfo I Baglioni                             |  |  |       |  |  |                            |  |  |             |  |
|                                             |                                        | Pantasilea Baglioni                              | Francesca Baglioni                             |  |  |       |  |  |                            |  |  |             |  |
| Bartolomeo Cesi                             |                                        | Pantasilea Baglioni                              |                                                |  |  |       |  |  |                            |  |  |             |  |
|                                             | Camillo Caetani, III duca di Sermoneta | Guglielmo Caetani, II duca di Sermoneta          |                                                |  |  |       |  |  |                            |  |  |             |  |
|                                             | Camillo Caetani, III duca di Sermoneta | Guglielmo Caetani, II duca di Sermoneta          |                                                |  |  |       |  |  |                            |  |  |             |  |
|                                             | Camillo Caetani, III duca di Sermoneta | Francesca Conti                                  |                                                |  |  |       |  |  |                            |  |  |             |  |
| Bonifacio Caetani, IV duca di Sermoneta     | Camillo Caetani, III duca di Sermoneta |                                                  |                                                |  |  |       |  |  |                            |  |  |             |  |
|                                             |                                        | Beatrice Caetani d'Aragona                       | Onorato Caetani, I duca di Traetto             |  |  |       |  |  |                            |  |  |             |  |
|                                             |                                        | Beatrice Caetani d'Aragona                       | Onorato Caetani, I duca di Traetto             |  |  |       |  |  |                            |  |  |             |  |
|                                             |                                        | Beatrice Caetani d'Aragona                       | Lucrezia d'Aragona                             |  |  |       |  |  |                            |  |  |             |  |
| Beatrice Caetani                            |                                        | Beatrice Caetani d'Aragona                       |                                                |  |  |       |  |  |                            |  |  |             |  |
|                                             |                                        | Alberto III Pio di Savoia, VIII signore di Carpi | Lionello I Pio di Savoia, VII signore di Carpi |  |  |       |  |  |                            |  |  |             |  |
|                                             |                                        | Alberto III Pio di Savoia, VIII signore di Carpi | Lionello I Pio di Savoia, VII signore di Carpi |  |  |       |  |  |                            |  |  |             |  |
|                                             |                                        | Alberto III Pio di Savoia, VIII signore di Carpi | Caterina Pico                                  |  |  |       |  |  |                            |  |  |             |  |
| Caterina Pio di Savoia                      |                                        | Alberto III Pio di Savoia, VIII signore di Carpi |                                                |  |  |       |  |  |                            |  |  |             |  |
|                                             |                                        | Cecilia Orsini                                   | Franciotto Orsini                              |  |  |       |  |  |                            |  |  |             |  |
|                                             |                                        | Cecilia Orsini                                   | Franciotto Orsini                              |  |  |       |  |  |                            |  |  |             |  |
|                                             |                                        | Cecilia Orsini                                   | Violante Orsini                                |  |  |       |  |  |                            |  |  |             |  |
|                                             |                                        | Cecilia Orsini                                   |                                                |  |  |       |  |  |                            |  |  |             |  |